# Каміль Кочаоглу
Каміль Кочаоглу (тур. Kamil Kocaoğlu; нар. 26 липня 1965) — турецький борець вільного стилю, бронзовий призер чемпіонату Європи, дворазовий бронзовий призер Кубків світу, чемпіон Середземноморських ігор, бронзовий призер Всесвітніх ігор військовослужбовців.

## Життєпис
Боротьбою почав займатися з 1978 року.
Виступав за борцівський клуб «Gemi Sanayi» Стамбул. Тренер — Ісмаїл Абілов.

## Спортивні результати на міжнародних змаганнях

### Виступи на Чемпіонатах світу
| Змагання                        | Збірна    | Вагова категорія          | Місце |
| ------------------------------- | --------- | ------------------------- | ----- |
| Чемпіонат світу з боротьби 1990 | Туреччина | вільна боротьба, до 68 кг | 6     |
| Чемпіонат світу з боротьби 1995 | Туреччина | вільна боротьба, до 74 кг | 11    |
| Чемпіонат світу з боротьби 1997 | Туреччина | вільна боротьба, до 76 кг | 4     |

### Виступи на Чемпіонатах Європи
| Змагання                         | Збірна    | Вагова категорія          | Місце  |
| -------------------------------- | --------- | ------------------------- | ------ |
| Чемпіонат Європи з боротьби 1997 | Туреччина | вільна боротьба, до 76 кг | Бронза |

### Виступи на Кубках світу
| Змагання                    | Збірна    | Вагова категорія          | Місце  |
| --------------------------- | --------- | ------------------------- | ------ |
| Кубок світу з боротьби 1992 | Туреччина | вільна боротьба, до 74 кг | 4      |
| Кубок світу з боротьби 1994 | Туреччина | вільна боротьба, до 74 кг | Бронза |
| Кубок світу з боротьби 1995 | Туреччина | вільна боротьба, до 74 кг | Бронза |

### Виступи на Середземноморських іграх
| Змагання                    | Збірна    | Вагова категорія          | Місце  |
| --------------------------- | --------- | ------------------------- | ------ |
| Середземноморські ігри 1997 | Туреччина | вільна боротьба, до 76 кг | Золото |

### Виступи на Всесвітніх іграх військовослужбовців
| Змагання                                | Збірна    | Вагова категорія          | Місце  |
| --------------------------------------- | --------- | ------------------------- | ------ |
| Всесвітні ігри військовослужбовців 1995 | Туреччина | вільна боротьба, до 74 кг | Бронза |

### Виступи на інших змаганнях
| Змагання                           | Збірна    | Вагова категорія          | Місце  |
| ---------------------------------- | --------- | ------------------------- | ------ |
| Гран-прі Німеччини з боротьби 1995 | Туреччина | вільна боротьба, до 74 кг | Срібло |
| Гран-прі Німеччини з боротьби 1996 | Туреччина | вільна боротьба, до 74 кг | 8      |
| Тестовий турнір FILA 1998          | Туреччина | вільна боротьба, до 76 кг | 5      |